# Đồng bằng Nghi Lan

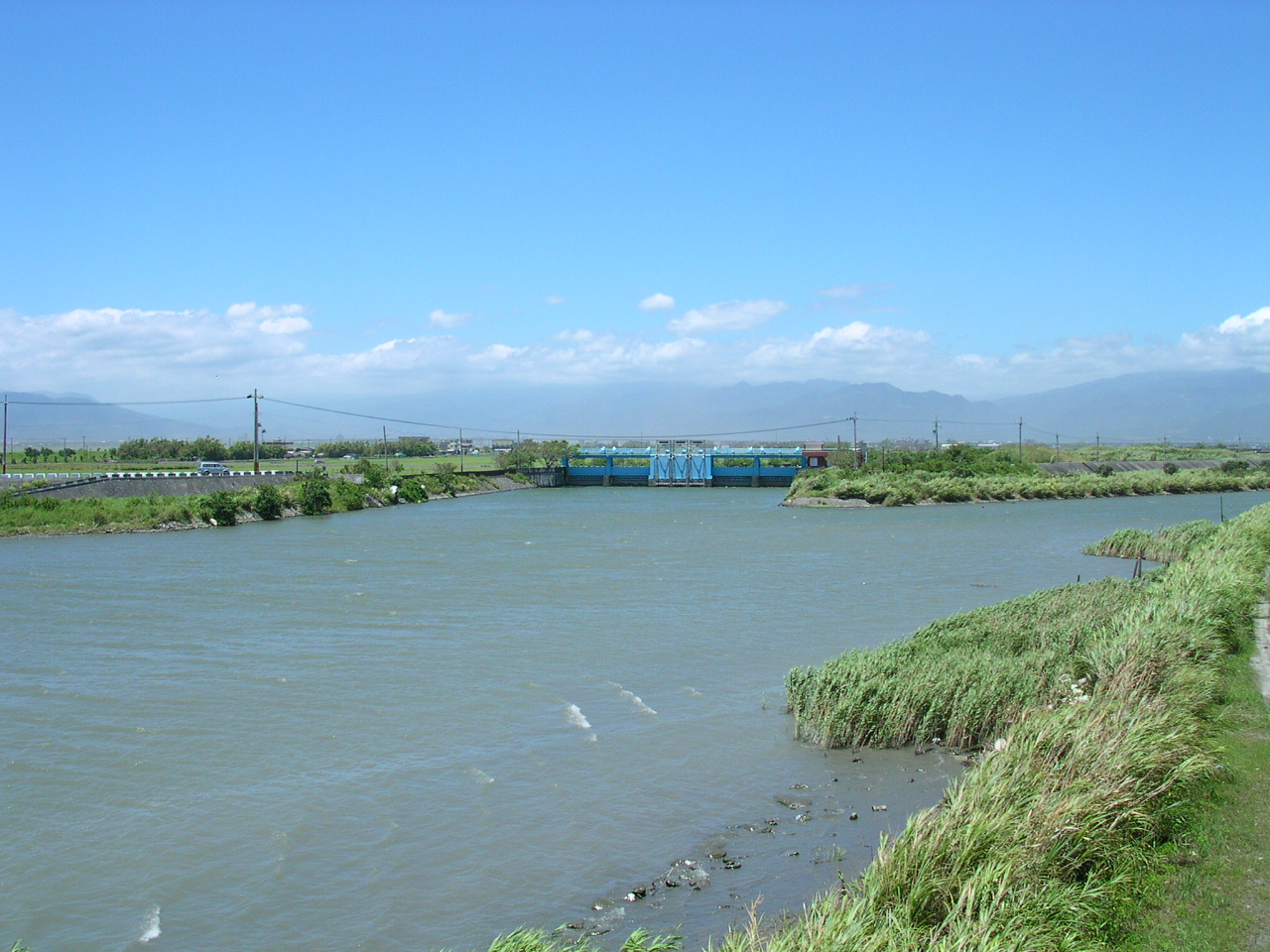
sông Lan Dương

Đồng bằng Nghi Lan (tiếng Trung: 宜蘭平原), cũng được gọi là đồng bằng Lan Dương (蘭陽平原) nằm ở huyện Nghi Lan ở phía đông bắc Đài Loan. Đồng bằng này được sông Lan Dương bồi đắp phù sa và có diện tích khoảng 320 km². Khu vực này là nơi cư trú truyền thống của người Kavalan, một bộ tộc thổ dân đã di cư đến từ khu vực Hoa Liên và Đài Đông ở miền nam. Người Hán mới chỉ nhập cư đến khu vực này từ cuối thế kỷ 18. Đây là khu vực phát triển sớm nhất của miền đông Đài Loan.